# Madiasari
Madiasari is een bestuurslaag in het regentschap Tasikmalaya van de provincie West-Java, Indonesië. Madiasari telt 3494 inwoners (volkstelling 2010).